# Jeanne Brun
Jeanne Brun, née le 26 mars 1982, est une archiviste-paléographe, historienne de l'art et conservatrice française.

## Biographie

### Jeunesse et formation
Née d'une mère vietnamienne et indienne et d'un père français né en Algérie, Jeanne Brun est issue d'une famille de la classe moyenne.
Diplômée de l'École nationale des chartes et de l'Institut national du Patrimoine, elle soutient en 2006 une thèse intitulée « Georges Ribemont-Dessaignes et la vie artistique (1884-1974) ».
Elle enseigne l’histoire de l’art contemporain à l’École des chartes et à l’École du Louvre.

### Parcours professionnel
Jeanne Brun commence sa carrière en tant que conservatrice responsable du département des collections du musée d’Art moderne de Saint-Étienne entre 2008 et 2014.
Elle dirige ensuite le Fonds municipal d’art contemporain de la Ville de Paris entre 2014 et 2019 et orchestre le renouvellement des politiques d’acquisition, de diffusion et de conservation des collections.
Après un passage au musée Zadkine en 2020 et à la direction de la programmation culturelle et du musée de la Bibliothèque nationale de France en 2021, elle rejoint finalement le centre Pompidou en 2023 en tant que directrice adjointe chargée des collections,.